# 伯克特群島
伯克特群島（英語：Burkett Islands），是南極洲的群島，位於阿蒙森海東部，處於格利德爾山以西，在1956年由澳大利亞探險隊發現，現時由南極條約體系管理。